# 神奈川県第14区
神奈川県第14区（かながわけんだいじゅうよんく）は、1994年（平成6年）の公職選挙法改正で設置（2002年、2017年と2022年に一部区割りの見直しが行われた）。

## 区域

### 現在の区域
2022年（令和4年）公職選挙法改正以降の区域は以下のとおりである。相模原市の区の境界線により調整(南区を新設された20区に移入)したほか、愛甲郡も移入した。
- 相模原市
  - 緑区
  - 中央区
- 愛甲郡

### 2017年から2022年までの区域
2017年（平成29年）公職選挙法改正から2022年の小選挙区改定までの区域は以下のとおりである。2017年の小選挙区改定により、南区の第26投票区が16区へ移動された。
- 相模原市[5]
  - 緑区（旧津久井町・相模湖町・藤野町・城山町域を除く）
    - 相原、相原1〜6丁目、大島、大山町、上九沢、下九沢、田名、西橋本1〜5丁目、二本松1〜4丁目、橋本1〜8丁目、橋本台1〜4丁目、東橋本1〜4丁目、元橋本町

  - 中央区
  - 南区（本庁管内、大野中まちづくりセンター管内及び東林まちづくりセンター管内の一部）
    - 旭町、鵜野森1〜3丁目、大野台1〜8丁目、上鶴間1〜8丁目、上鶴間本町1〜9丁目、古淵1〜6丁目、栄町、相模大野1〜9丁目、相南1丁目1〜18番、相南2丁目1〜12・17・25〜28番、相南3丁目1〜26・34〜47番、西大沼1〜5丁目、東大沼1〜4丁目、東林間1〜8丁目、文京1・2丁目、御園1〜3丁目、豊町、若松1〜6丁目

### 2002年から2017年までの区域
2013年（平成25年）公職選挙法改正から2017年の小選挙区改定までの区域は以下のとおりである。
- 相模原市
  - 緑区（旧津久井町・相模湖町・藤野町・城山町域を除く）
    - 相原、相原1〜6丁目、大島、大山町、上九沢、下九沢、田名、西橋本1〜5丁目、二本松1〜4丁目、橋本1〜8丁目、橋本台1〜4丁目、東橋本1〜4丁目、元橋本町

  - 中央区
  - 南区
    - 旭町、鵜野森1〜3丁目、大野台1〜8丁目、上鶴間1〜8丁目、上鶴間本町1〜9丁目、古淵1〜6丁目、栄町、相模大野1〜9丁目、相南1〜4丁目、西大沼1〜5丁目、東大沼1〜4丁目、東林間1〜8丁目、文京1・2丁目、松が枝町、御園1〜3丁目、豊町、若松1〜6丁目

2002年（平成14年）公職選挙法改正から2013年の小選挙区改定までの区域は以下のとおりである。
- 相模原市
  - 本庁管内
  - 橋本・大野北・大野中・大野南・大沢・田名・上溝・東林の各出張所管内

### 2002年以前の区域
1994年（平成6年）公職選挙法改正から2002年の小選挙区改定までの区域は以下のとおりである。
- 相模原市

## 歴史
中選挙区制時代は全域が神奈川県第3区に属した。1994年（平成6年）の公職選挙法改正で小選挙区を設置。2002年（平成14年）の公職選挙法改正による区割りの変更で相模原市の一部地域が16区に編入され、2003年（平成15年）の第43回衆議院議員総選挙から適用されている。
小選挙区設置後、長らく藤井裕久（新進党→自由党→民主党）が当選していたが、2005年（平成17年）の第44回衆議院議員総選挙（郵政解散による総選挙）では、赤間二郎（自由民主党）が当選し、藤井は比例復活もできず落選。藤井は、一度は引退を表明した。しかし、2007年（平成19年）7月の第21回参議院議員通常選挙に、民主党の衆議院議員であった長浜博行（比例南関東ブロック）が立候補したため、藤井は繰り上げ当選して国政に復帰した。
2009年（平成21年）の第45回衆議院議員総選挙では、藤井の後継とされた民主党の本村賢太郎が当選。2012年（平成24年）の第46回衆議院議員総選挙では赤間が当選。2014年（平成26年）の第47回衆議院議員総選挙および2017年（平成29年）の第48回衆議院議員総選挙では赤間が選挙区で当選、本村は比例復活した。
2021年（令和3年）の第49回衆議院議員総選挙では引き続き赤間が選挙区で当選した。立憲民主党の長友克洋の得票数は落選者の中では全国最多で、最少得票で選挙区当選した北村誠吾の倍近い票を獲得した。2024年（令和6年）の第50回衆議院議員総選挙では赤間が選挙区で当選したものの長友も比例復活を果たした。

## 小選挙区選出議員
| 選挙名                 | 年                 | 当選者     | 党派       |
| ---------------------- | ------------------ | ---------- | ---------- |
| 第41回衆議院議員総選挙 | 1996年（平成8年）  | 藤井裕久   | 新進党     |
| 第42回衆議院議員総選挙 | 2000年（平成12年） | 藤井裕久   | 自由党     |
| 第43回衆議院議員総選挙 | 2003年（平成15年） | 藤井裕久   | 民主党     |
| 第44回衆議院議員総選挙 | 2005年（平成17年） | 赤間二郎   | 自由民主党 |
| 第45回衆議院議員総選挙 | 2009年（平成21年） | 本村賢太郎 | 民主党     |
| 第46回衆議院議員総選挙 | 2012年（平成24年） | 赤間二郎   | 自由民主党 |
| 第47回衆議院議員総選挙 | 2014年（平成26年） | 赤間二郎   | 自由民主党 |
| 第48回衆議院議員総選挙 | 2017年（平成29年） | 赤間二郎   | 自由民主党 |
| 第49回衆議院議員総選挙 | 2021年（令和3年）  | 赤間二郎   | 自由民主党 |
| 第50回衆議院議員総選挙 | 2024年（令和6年）  | 赤間二郎   | 自由民主党 |

## 選挙結果
時の内閣：第1次石破内閣 解散日：2024年10月9日 公示日：2024年10月15日
当日有権者数：40万2213人 最終投票率：52.50%（前回比：3.52%） （全国投票率：53.85%（2.08%））
| 当落 | 候補者名 | 年齢 | 所属党派     | 新旧 | 得票数   | 得票率 | 惜敗率 | 推薦・支持                 | 重複 |
| ---- | -------- | ---- | ------------ | ---- | -------- | ------ | ------ | -------------------------- | ---- |
| 当   | 赤間二郎 | 56   | 自由民主党   | 前   | 81,428票 | 39.63% | ――     | 公明党推薦                 | ○    |
| 比当 | 長友克洋 | 53   | 立憲民主党   | 新   | 74,238票 | 36.13% | 91.17% | 社会民主党神奈川県連合推薦 | ○    |
|      | 熊坂崇徳 | 42   | 日本維新の会 | 新   | 19,764票 | 9.62%  | 24.27% |                            | ○    |
|      | 先沖仁志 | 48   | 参政党       | 新   | 15,090票 | 7.34%  | 18.53% |                            |      |
|      | 中村圭   | 44   | 日本共産党   | 新   | 14,930票 | 7.27%  | 18.34% |                            |      |

時の内閣：第1次岸田内閣 解散日：2021年10月14日 公示日：2021年10月19日
当日有権者数：46万744人 最終投票率：56.02%（前回比：4.39%） （全国投票率：55.93%（2.25%））
| 当落 | 候補者名 | 年齢 | 所属党派   | 新旧 | 得票数    | 得票率 | 惜敗率 | 推薦・支持 | 重複 |
| ---- | -------- | ---- | ---------- | ---- | --------- | ------ | ------ | ---------- | ---- |
| 当   | 赤間二郎 | 53   | 自由民主党 | 前   | 135,197票 | 53.76% | ――     | 公明党推薦 | ○    |
|      | 長友克洋 | 50   | 立憲民主党 | 新   | 116,273票 | 46.24% | 86.00% |            | ○    |

時の内閣：第3次安倍第3次改造内閣 解散日：2017年9月28日 公示日：2017年10月10日
当日有権者数：45万3812人 最終投票率：51.63%（前回比：2.20%） （全国投票率：53.68%（1.02%））
| 当落 | 候補者名   | 年齢 | 所属党派   | 新旧 | 得票数    | 得票率 | 惜敗率 | 推薦・支持 | 重複 |
| ---- | ---------- | ---- | ---------- | ---- | --------- | ------ | ------ | ---------- | ---- |
| 当   | 赤間二郎   | 49   | 自由民主党 | 前   | 105,953票 | 46.48% | ――     | 公明党     | ○    |
| 比当 | 本村賢太郎 | 47   | 希望の党   | 前   | 94,348票  | 41.39% | 89.05% |            | ○    |
|      | 中野渡旬   | 69   | 日本共産党 | 新   | 27,640票  | 12.13% | 26.09% |            |      |

- 本村は相模原市長選挙出馬のため、2019年3月7日付で議員辞職し、その後当選。

時の内閣：第2次安倍改造内閣 解散日：2014年11月21日 公示日：2014年12月2日
当日有権者数：44万3923人 最終投票率：53.83%（前回比：5.53%） （全国投票率：52.66%（6.66%））
| 当落 | 候補者名   | 年齢 | 所属党派   | 新旧 | 得票数    | 得票率 | 惜敗率 | 推薦・支持 | 重複 |
| ---- | ---------- | ---- | ---------- | ---- | --------- | ------ | ------ | ---------- | ---- |
| 当   | 赤間二郎   | 46   | 自由民主党 | 前   | 109,408票 | 47.22% | ――     | 公明党     | ○    |
| 比当 | 本村賢太郎 | 44   | 民主党     | 元   | 83,485票  | 36.03% | 76.31% |            | ○    |
|      | 中野渡旬   | 66   | 日本共産党 | 新   | 22,720票  | 9.81%  | 20.77% |            |      |
|      | 中本太衛   | 49   | 次世代の党 | 元   | 16,091票  | 6.94%  | 14.71% |            | ○    |

時の内閣：野田第3次改造内閣 解散日：2012年11月16日 公示日：2012年12月4日 最終投票率：59.36% （全国投票率：59.32%（9.96%））
| 当落 | 候補者名   | 年齢 | 所属党派     | 新旧 | 得票数    | 得票率 | 惜敗率 | 推薦・支持       | 重複 |
| ---- | ---------- | ---- | ------------ | ---- | --------- | ------ | ------ | ---------------- | ---- |
| 当   | 赤間二郎   | 44   | 自由民主党   | 元   | 100,494票 | 39.65% | ――     | 公明党、新党改革 | ○    |
|      | 本村賢太郎 | 42   | 民主党       | 前   | 65,832票  | 25.97% | 65.51% | 国民新党         | ○    |
|      | 中本太衛   | 47   | 日本維新の会 | 元   | 39,141票  | 15.44% | 38.95% |                  | ○    |
|      | 松本雅威   | 41   | みんなの党   | 新   | 27,153票  | 10.71% | 27.02% |                  | ○    |
|      | 猪股ゆり   | 28   | 日本共産党   | 新   | 14,549票  | 5.74%  | 14.48% |                  |      |
|      | 今井達也   | 25   | 社会民主党   | 新   | 6,306票   | 2.49%  | 6.28%  |                  | ○    |

時の内閣：麻生内閣 解散日：2009年7月21日 公示日：2009年8月18日 （全国投票率：69.28%（1.77%））
| 当落 | 候補者名   | 年齢 | 所属党派   | 新旧 | 得票数    | 得票率 | 惜敗率 | 推薦・支持 | 重複 |
| ---- | ---------- | ---- | ---------- | ---- | --------- | ------ | ------ | ---------- | ---- |
| 当   | 本村賢太郎 | 39   | 民主党     | 新   | 157,644票 | 55.40% | ――     |            | ○    |
|      | 赤間二郎   | 41   | 自由民主党 | 前   | 104,631票 | 36.77% | 66.37% | 公明党     | ○    |
|      | 赤間友子   | 67   | 日本共産党 | 新   | 17,844票  | 6.27%  | 11.32% |            |      |
|      | 石川雅士   | 32   | 幸福実現党 | 新   | 2,713票   | 0.95%  | 1.72%  |            |      |
|      | 吉田隆則   | 57   | 無所属     | 新   | 1,737票   | 0.61%  | 1.10%  |            | ×    |

- 藤井は比例単独で立候補し当選。

時の内閣：第2次小泉改造内閣 解散日：2005年8月8日 公示日：2005年8月30日 （全国投票率：67.51%（7.65%））
| 当落 | 候補者名 | 年齢 | 所属党派   | 新旧 | 得票数    | 得票率 | 惜敗率 | 推薦・支持 | 重複 |
| ---- | -------- | ---- | ---------- | ---- | --------- | ------ | ------ | ---------- | ---- |
| 当   | 赤間二郎 | 37   | 自由民主党 | 新   | 135,719票 | 50.95% | ――     |            | ○    |
|      | 藤井裕久 | 73   | 民主党     | 前   | 107,608票 | 40.39% | 79.29% |            | ○    |
|      | 藤原正明 | 33   | 日本共産党 | 新   | 23,064票  | 8.66%  | 16.99% |            |      |

- 藤井は長浜博行の参議院議員選挙立候補に伴う議員失職により、2007年7月に繰り上げ当選。

時の内閣：第1次小泉第2次改造内閣 解散日：2003年10月10日 公示日：2003年10月28日 （全国投票率：59.86%（2.63%））
| 当落 | 候補者名 | 年齢 | 所属党派   | 新旧 | 得票数   | 得票率 | 惜敗率 | 推薦・支持 | 重複 |
| ---- | -------- | ---- | ---------- | ---- | -------- | ------ | ------ | ---------- | ---- |
| 当   | 藤井裕久 | 71   | 民主党     | 前   | 97,214票 | 43.68% | ――     |            | ○    |
|      | 中本太衛 | 38   | 自由民主党 | 前   | 81,794票 | 36.75% | 84.14% |            | ○    |
|      | 原陽子   | 28   | 社会民主党 | 前   | 26,508票 | 11.91% | 27.27% |            | ○    |
|      | 藤原正明 | 31   | 日本共産党 | 新   | 14,915票 | 6.70%  | 15.34% |            |      |
|      | 箕浦一雄 | 70   | 無所属     | 新   | 2,134票  | 0.96%  | 2.20%  |            | ×    |

時の内閣：第1次森内閣 解散日：2000年6月2日 公示日：2000年6月13日 （全国投票率：62.49%（2.84%））
| 当落 | 候補者名 | 年齢 | 所属党派   | 新旧 | 得票数   | 得票率 | 惜敗率 | 推薦・支持 | 重複 |
| ---- | -------- | ---- | ---------- | ---- | -------- | ------ | ------ | ---------- | ---- |
| 当   | 藤井裕久 | 68   | 自由党     | 前   | 71,365票 | 26.82% | ――     |            | ○    |
| 比当 | 中本太衛 | 34   | 自由民主党 | 新   | 70,195票 | 26.38% | 98.36% |            | ○    |
|      | 計屋圭宏 | 55   | 民主党     | 新   | 58,088票 | 21.83% | 81.40% |            | ○    |
| 比当 | 原陽子   | 25   | 社会民主党 | 新   | 39,549票 | 14.86% | 55.42% |            | ○    |
|      | 奥出孝子 | 61   | 日本共産党 | 新   | 26,894票 | 10.11% | 37.69% |            |      |

時の内閣：第1次橋本内閣 解散日：1996年9月27日 公示日：1996年10月8日 （全国投票率：59.65%（8.11%））
| 当落 | 候補者名 | 年齢 | 所属党派   | 新旧 | 得票数   | 得票率 | 惜敗率 | 推薦・支持 | 重複 |
| ---- | -------- | ---- | ---------- | ---- | -------- | ------ | ------ | ---------- | ---- |
| 当   | 藤井裕久 | 64   | 新進党     | 前   | 83,010票 | 36.90% | ――     |            |      |
|      | 中本太衛 | 31   | 自由民主党 | 新   | 52,567票 | 23.37% | 63.33% |            | ○    |
|      | 鈴木毅   | 41   | 民主党     | 新   | 51,597票 | 22.94% | 62.16% |            | ○    |
|      | 志賀紳   | 60   | 日本共産党 | 新   | 33,722票 | 14.99% | 40.62% |            |      |
|      | 小池康修 | 40   | 自由連合   | 新   | 4,038票  | 1.80%  | 4.86%  |            | ○    |